# Келераші (Ботошань)
Келераші (рум. Călărași) — село у повіті Ботошані в Румунії. Адміністративний центр комуни Келераші.
Село розташоване на відстані 363 км на північ від Бухареста, 46 км на схід від Ботошань, 55 км на північний захід від Ясс.

## Населення
За даними перепису населення 2002 року у селі проживали 2752 особи, усі — румуни. Усі жителі села рідною мовою назвали румунську.